# Varmepumpe
En varmepumpe kan pumpe termisk energi fra et varmereservoir (f.eks. koldt) til et andet varmereservoir (f.eks. varmt). Det vil sige, at den kan anvendes til køling (køleskabe) og/eller opvarmning af boligen.
Hvor effektiv en varmepumpe er, kan beskrives ved effektfaktoren, {\displaystyle \epsilon }. Effektfaktoren fortæller, hvor meget arbejde, der skal bruges for at tilføre en varmemængde på 1 Joule. Carnot udledte en formel til at beregne den teoretisk maksimale effektfaktor: {\displaystyle \epsilon ={\frac {T_{varm}}{T_{varm}-T_{kold}}}}, hvor {\displaystyle T} er temperaturen målt i Kelvin.
Det overraskende er, at der via en ideel og praktisk varmepumpe bliver pumpet mere varmeenergi, end der tilføres af (mekanisk) energi. F.eks. vil en ideel varmepumpe kunne pumpe cirka 9 gange så meget varme, som der tilføres mekanisk, når Tkold = -10 °C og Tvarm = 20 °C, svarende til, at effektfaktoren her er 9. Med stempelkompressor-baserede varmepumper er det almindeligt med en faktor mellem 2 til 3. En normaleffektivitet på over 3 er i dag normal.
Varmen, der pumpes, fås f.eks. fra omgivelserne, men kan f.eks. også være et forholdsvis termisk lukket indre rumfang af et køleskab.
Man får derfor mere varme ved at pumpe med en varmepumpe end ved at omsætte energi direkte til varme (brødrister, el-radiatorer, olie- og gasfyr,...).
En varmepumpe til husbrug kan med fordel også vendes til et aircondition-anlæg. Fordelen er så, at man kan pumpe varme ind i huset om vinteren og pumpe varme ud af boligen om sommeren.

## Varmepumpetyper
- Termoelektrisk – Peltier-effekt Peltier-element
- Gaskompressionsvarmepumpe
  - Termoakustisk varmepumpe
  - Stirlingmotor (reversibel)
    - termoakustisk Stirlingmotor
- Faseskiftvarmepumpe – anvendes i køleskabe med freon eller ammoniak.
- Absorptionsvarmepumpe
- Adsorptionsvarmepumpe

### Anvendelse: Vandkogning på havet
En ideel varmepumpe kan pumpe cirka 3,7 gange så meget varme, som der tilføres mekanisk, når {\displaystyle T_{kold}=T_{vand}=0^{\circ }C\simeq 273K} og {\displaystyle T_{varm}=100^{\circ }C\simeq 373K}, idet {\displaystyle \epsilon ={\frac {373K}{373K-273K}}\simeq }3,7
Man skal dog huske på, at ved opvarmning af et varmereservoir fra en lavere til en højere temperatur, f.eks. opvarmning af vand fra 10 °C til kogepunktet omkring 100 °C, så vil start-effekfaktoren være højere end slut-effekfaktoren, når destinationsvarmereservoiret har nået en temperatur af cirka 100 °C. Derfor vil effekfaktoren for hele opvarmningen ligge mellem start- og slut-effekfaktoren.

## Typer

### Små varmepumper til den private husstand
Der findes mange forskellige muligheder med varmepumpens brug. En af disse er for at give varme i husstanden, ofte 2-15 kW. Her varmer blandt andet luft til luft varmepumper og luft til vand varmepumper. Grunden til at varmepumpen er populær er dens energieffektivitet.
Luft til luft varmepumpen bruges ofte i danske sommerhuse, da den kan holde disse varme hele året rundt uden at huset oplever frostskader.
Luft til vand varmepumpen kan bruges som primær varmekilde i et dansk familiehus. Denne er populær i helårsboliger da den kan dække de flestes behov og bruges hele året.
Statistik for årligt salg af jordvarme- og luft-vand-varmepumper som primær varmekilde (uden luft-luft)
| Årligt salg af primære varmepumper i Danmark |
|                                              |

### Større varmepumper
Broager Fjernvarmeselskab
     Varmepumpe (78%)     sol (18%)     gas (4%)
Store varmepumper findes i op til 100 MW, som bruges i fjernvarme og industri med temperatur op til 100 grader celsius. Arbejdsmediet kan være CO2 eller ammoniak. Effektfaktoren er omkring 3, og økonomien er på cirka samme niveau som naturgas og biomasse. Samdrift er mulig. I 2023 havde Danmark i alt næsten 200 MW varmepumper i fjernvarmen, og kan potentielt anvende op til 1.200 MW.
Varmepumper har i mange år været brugt til boligopvarmning. Schweiz manglede kul under 2. Verdenskrig, men havde masser af vand, og Zürich havde bl.a en 6 MW varmepumpe i drift i 63 år fra 1937 til 2001. I 1984 blev to større varmepumper brugt til at opvarme 106 boliger i Löddeköpinge ved Lund i Sverige i stedet for 200 tons olie om året, i en tid hvor Danmark satsede på opvarmning med naturgas.

## Hvordan virker varmepumper
Grundlæggende virker alle varmepumper ens.
Der sendes kølemiddel ind i en fordamper, her flyttes energi fra en ekstern del. Det kan være et jordanlæg eller en udendørs blæser. Energi flyttes via en varmeveksler. Kølemidlet har nu en højere temperatur end før, og føres igennem en kompressor, hvorved der genereres mere energi i form af varme. Det opvarmede kølemiddel sendes til en kondensator, hvor det via en varmeveksler igen afgiver varmen til inderdelen. Den kan bestå af en vandbåret del (jord-til-vand eller luft-til-vand) eller luftbåret del (luft-til-luft). Til sidst sendes kølemidlet igennem en drøvleventil, som ophæver kompressionen, således at der sker et energi/varmetab, og processen kan starte forfra.
Uanset hvilken af de ovenfor nævnte typer varmepumper der anvendes, så fungerer kernen i dem på denne måde. De eksterne dele, bestående at yderdelen og inderdelen, kan således variere.

## Hvor meget larmer varmepumper?
Når varmepumper skal arbejde på høj tryk, betyder det ofte at både inde- og yderdel larmer mere, end når varmepumpen kører på nominel effekt/drift. På mange moderne varmepumper larmer en indedel ikke mere end 18-22 dB. Det er et støjniveau, der svarer til lidt mere end normal hvisken. Anderledes er det dog med varmepumpens yderdel. Her kan et støjniveau godt ramme 45-55 dB, hvilket svarer til at have en normal samtale. I mange situationer er det derfor vigtigt at tænke over placeringen af udedelen. Placeres den tæt på et soveværelse, kan de være til gene om natten. Placeres den tæt på en nabo, kan den være til gene for naboen og samtidig overstige de støjgrænser der findes for boligområder.
Som hovedregel kan der trækkes 3 dB fra pr. meter man kommer væk fra delen der afgiver støjen/larmen. På denne måde er det muligt at tage højde for sig selv og naboen. Energistyrelsen har lavet en støjberegner til varmepumper Arkiveret 20. januar 2022 hos  Wayback Machine.